# دانکن اسکات (شناگر)
دانکن اسکات (انگلیسی: Duncan Scott؛ زادهٔ ۶ مهٔ ۱۹۹۷) یک شناگر اهل بریتانیا است.
وی در مسابقات کشوری و بین‌المللی در مجموع برنده ۴ مدال طلا، ۴ مدال نقره، ۲ مدال برنز همچون مدال نقره شنا ۲۰۰×۴ متر آزاد امدادی در بازی‌های المپیک تابستانی ۲۰۱۶ شده‌است.